# Armstorf
Die Gemeinde Armstorf (niederdeutsch Armsdörp) ist Mitglied des Gemeindeverbandes Samtgemeinde Börde Lamstedt im niedersächsischen Landkreis Cuxhaven.

## Geografie

### Gemeindegliederung
| Ortsteile        | Einwohnerzahl |
| ---------------- | ------------- |
| Kernort Armstorf | 477           |
| Dornsode         | 145           |
| Langenmoor       | 030           |

(Angaben vom 30. September 2017)

### Ausdehnung des Gemeindegebiets
Armstorf hat als Besonderheit eine Exklave hinter dem Gemeindegebiet von Hollnseth.

### Nachbargemeinden
| Stinstedt                | Mittelstenahe                                                       | Lamstedt                                                           |
| Lintig (Stadt Geestland) | Kompassrose, die auf Nachbargemeinden zeigt                         | Hollnseth                                                          |
|                          | Ebersdorf (Samtgemeinde Geestequelle – Landkreis Rotenburg (Wümme)) | Alfstedt (Samtgemeinde Geestequelle – Landkreis Rotenburg (Wümme)) |

## Geschichte

### Ortsname
Der Name Armstorf könnte über Arnesdorp als das Dorf des Arn erklärt werden.
Die Zuordnung der alten Bezeichnungen Ismeresthorp maior (1111–1116) zu Armstorf ist umstritten.

### Geschichte
Umstritten ist, ob das heutige Armstorf früher Ismerstorpe hieß, welches 1112 zum ersten Mal urkundlich erwähnt wurde. Zu dieser Zeit gab es sieben Höfe, die im Gemeindewappen durch sieben Rauten repräsentiert werden. Das Land musste urbar gemacht werden; hierzu wurden Bäume gefällt und Sträucher verbrannt. Danach wurde das Land mit Hilfe von Pferden umgepflügt und anschließend landwirtschaftlich genutzt.
Auf den damaligen Höfen lebten mehrere Generationen unter einem Dach in einer großen Diele. Auch die Tiere waren hier untergebracht um sich gegenseitig zu wärmen. Die Nahrungsversorgung wurde durch selbstgepflanzte Kartoffeln, Getreide, Rüben, Gemüse und Obst, sowie gesammelte Früchte sichergestellt.
Geheizt wurde mit Holz und Torf, welches im Moor abgebaut wurde. Ärzte gab es zur damaligen Zeit nur sehr wenige und so konnte der Ausbruch einer Krankheit schon mal ganze Familien hinwegraffen. Durch den Ärztemangel bedingt konnte es auch vorkommen, dass sich der Friseur oder andere Berufe als Zahnarzt betätigten.
Zur Zeit der Herzogtümer Bremen und Verden gehörte Armstorf zu Börde Lamstedt und zum Gerichtsbezirk Warstade, während der napoleonischen Zeit zum Canton Bremervörde des Königreichs Westphalen. Von 1852 bis 1859 gehörte es zum Amt Bremervörde und 1859–1885 zum Amt Osten der (bis 1866 hannoveranischen, dann preußischen) Landdrostei Stade, 1885–1932 zum preußischen Kreis Neuhaus an der Oste, 1932–1977 zum Landkreis Land Hadeln. Seit dem 1. Januar 1969 ist Armstorf Teil der Samtgemeinde Börde Lamstedt. Es ist mit seinen über 20 Bauernhöfen landwirtschaftlich geprägt und eine wichtige Erwerbsquelle ist auch heute noch die Viehzucht. Bekannt wurde der Ort durch seine zahlreichen Erfolge im Faustballsport.

### Eingemeindungen
Im Zuge der Gebietsreform in Niedersachsen, die am 1. Juli 1972 stattfand, wurden die zuvor selbständigen Gemeinden Dornsode und Langenmoor in die Gemeinde Armstorf eingegliedert.

### Einwohnerentwicklung
| Jahr | Einwohner | Quelle        |
| ---- | --------- | ------------- |
| 1824 | 0–0 1     | [ 6 ]         |
| 1848 | 305 2     | [ 7 ]         |
| 1910 | 422 3     | [ 8 ]         |
| 1925 | 435 4     | [ 9 ]         |
| 1933 | 466 5     | [ 9 ]         |
| 1939 | 462 6     | [ 9 ]         |
| 1950 | 734 7     | [ 10 ] [ 11 ] |
| 1956 | 589 8     | [ 10 ] [ 11 ] |
| 1961 | 534 9     | [ 12 ] [ 13 ] |
| 1970 | 0538 10   | [ 12 ] [ 13 ] |
| 1973 | 6890      | [ 14 ]        |

| Jahr | Einwohner | Quelle |
| ---- | --------- | ------ |
| 1975 | 636 11    | [ 15 ] |
| 1980 | 636 11    | [ 16 ] |
| 1985 | 607 11    | [ 16 ] |
| 1990 | 681 11    | [ 16 ] |
| 1995 | 672 11    | [ 16 ] |
| 2000 | 638 11    | [ 17 ] |
| 2005 | 635 11    | [ 16 ] |
| 2010 | 614 11    | [ 16 ] |
| 2015 | 646 11    | [ 18 ] |
| 2020 | 664 11    | [ 16 ] |
| 0    | 0         | 0      |

1 37 Feuerstellen; Angabe zu dem 1972 eingemeindeten Ort Dornsode (= 5 Feuerstellen)

2 in 60 Häusern; Angaben zu den 1972 eingemeindeten Orten Dornsode (= 38 Einwohner in 6 Häusern) und Langenmoor (= 65 Einwohner in 14 Häusern)

3 Angaben zu den 1972 eingemeindeten Orten Dornsode (= 50 Einwohner) und Langenmoor (= 67 Einwohner)

4 Angaben zu den 1972 eingemeindeten Orten Dornsode (= 69 Einwohner) und Langenmoor (= 73 Einwohner)

5 Angaben zu den 1972 eingemeindeten Orten Dornsode (= 85 Einwohner) und Langenmoor (= 62 Einwohner)

6 Angaben zu den 1972 eingemeindeten Orten Dornsode (= 83 Einwohner) und Langenmoor (= 69 Einwohner)

7 Angaben zu den 1972 eingemeindeten Orten Dornsode (= 144 Einwohner) und Langenmoor (= 87 Einwohner)

8 Angaben zu den 1972 eingemeindeten Orten Dornsode (= 119 Einwohner) und Langenmoor (= 61 Einwohner)

9 Angaben zu den 1972 eingemeindeten Orten Dornsode (= 120 Einwohner) und Langenmoor (= 57 Einwohner)

10 Angaben zu den 1972 eingemeindeten Orten Dornsode (= 122 Einwohner) und Langenmoor (= 50 Einwohner)

11 jeweils zum 31. Dezember
|  |

## Politik

### Gemeinderat
Der Rat der Gemeinde Armstorf besteht aus neun Ratsmitgliedern. Dies ist die festgelegte Anzahl für die Mitgliedsgemeinde einer Samtgemeinde mit einer Einwohnerzahl zwischen 501 und 1000 Einwohnern. Die Ratsmitglieder werden durch eine Kommunalwahl für jeweils fünf Jahre gewählt. Die aktuelle Amtszeit begann am 1. November 2021 und endet am 31. Oktober 2026.
Anders als bei einer Gemeinde oder Samtgemeinde wird der Bürgermeister bei einer Mitgliedsgemeinde einer Samtgemeinde nicht direkt gewählt, sondern aus der Mitte des Rates für die Dauer der Wahlperiode. Die Bürgermeisterwahl wird in der ersten Gemeinderatssitzung vollzogen.
Die letzte Kommunalwahl am 12. September 2021 ergab das folgende Ergebnis:
| Partei                      | Anteilige Stimmen | Anzahl Sitze |
| --------------------------- | ----------------- | ------------ |
| Wählergemeinschaft Armstorf | 100 %             | 9            |

Die Wahlbeteiligung lag bei 76,85 %.

### Bürgermeister
Der Gemeinderat wählte das Gemeinderatsmitglied Heino Klintworth (Wählergemeinschaft Armstorf) zum ehrenamtlichen Bürgermeister für die aktuelle Wahlperiode.

### Wappen

#### Gemeindewappen
Der Entwurf des Kommunalwappens von Armstorf stammt von dem Heraldiker und Wappenmaler Albert de Badrihaye, der zahlreiche Wappen im Landkreis Cuxhaven erschaffen hat.
| Wappen von Armstorf | Blasonierung: „Das Wappen der Gemeinde Armstorf zeigt auf blauem Grund sieben Rauten in brauner Farbe, die durch einen welligen Silberstreifen, der den Dorfbach symbolisiert, vom darunter angeordneten braunen Büffelhorn getrennt sind.“                                            |
| Wappen von Armstorf | Wappenbegründung: Der Wellenbalken versinnbildlicht den alten Dorfgraben, in dessen Nähe gesiedelt wurde. An die ursprünglich aus sieben Gehöften bestehende Siedlung wird durch die Rauten erinnert. Das Horn deutet auf das noch heute vorhandene historische Dorfhorn der Gemeinde. |

#### Wappen der Ortsteile

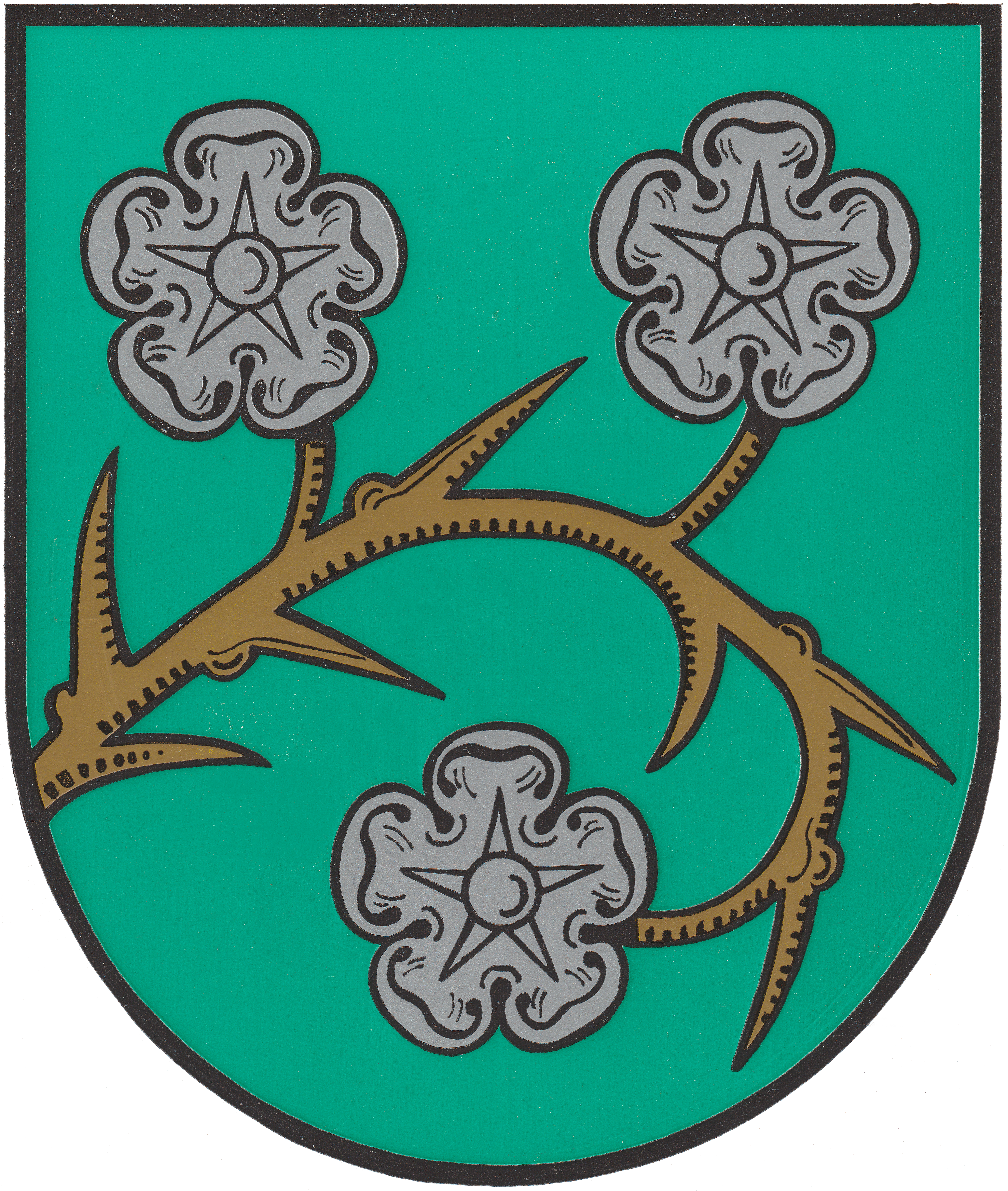
Dornsode (Details)
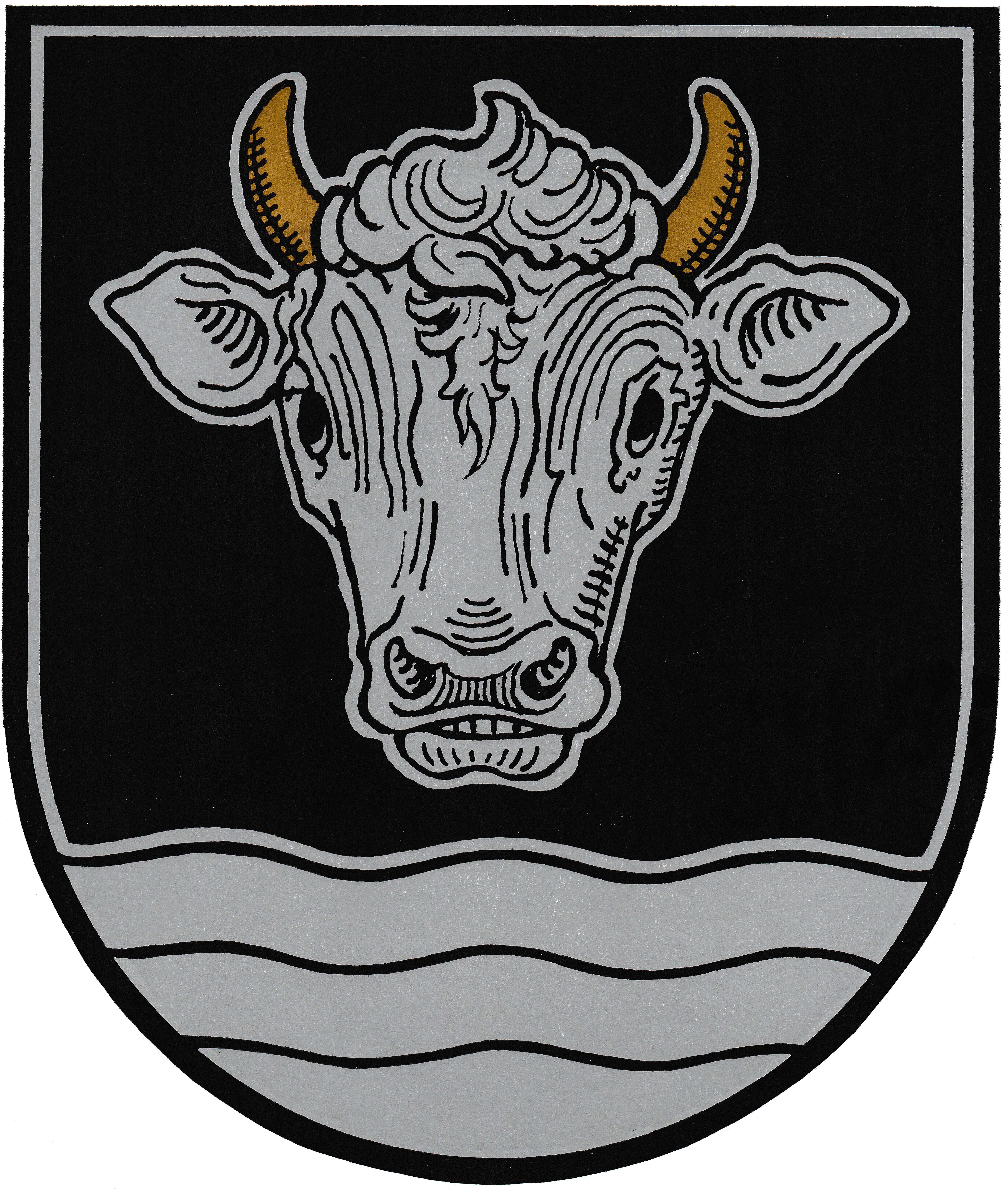
Langenmoor (Details)

### Gemeindepartnerschaften
- Armstorf (Sankt Wolfgang) im oberbayerischen Landkreis Erding[25]

## Kultur und Sehenswürdigkeiten

### Baudenkmale
- Wohn- und Wirtschaftsgebäude Dorfstraße 17 von um 1830

### Regelmäßige Veranstaltungen
- Armstorfer Maibaumpflanzen
- Kriegerfest an Pfingsten
- Armstorfer Sportwoche im Juni
- Schützenfest im Juli

### Sport
- Der 1923 gegründete Sportverein SV Armstorf konzentriert sich hauptsächlich auf Faustball und Tischtennis. Die Herren-Faustballmannschaft spielt in der seit mehreren Jahren in der 1. Bundesliga.[26]
- Die Sportschützen sind im Schützenverein Armstorf, gegründet 1927, organisiert.

## Persönlichkeiten
Personen, die mit der Gemeinde in Verbindung stehen
- Stefan Aust (* 1946), Journalist, betreibt in Armstorf ein Hannoveraner-Gestüt

## Sagen und Legenden
- Der Seebulle[27]